# Olympische Sommerspiele 1988/Bogenschießen – Einzel (Frauen)
Der Einzelwettbewerb im Bogenschießen der Frauen bei den Olympischen Sommerspielen 1988 in Seoul wurde vom 27. bis 30. September auf dem Hwarang Archery Field ausgetragen. 62 Athletinnen nahmen teil.

## Wettkampfformat
Im Gegensatz zu den vorherigen Austragungen wurde der Modus etwas verändert. So gab es dieses Mal fünf Runden, in denen immer wieder Athleten ausschieden.

### Vorrunde
In der Vorrunde schoss jede Schützin eine FITA-Runde, bestehend aus 144 Pfeilen. Die Schützinnen mussten jeweils 36 Pfeile über jede der 4 Distanzen (70, 60, 50, 30 Meter) schießen. Die 24 besten Schützinnen qualifizierten sich für das Achtelfinale.

### Achtelfinale bis Finale
Fortan wurde in jeder Runde eine FITA-Runde geschossen, diese bestand aus 36 Pfeilen. Die Schützinnen mussten jeweils 9 Pfeile über jede der 4 Distanzen (70, 60, 50, 30 Meter) schießen.
Es qualifizierten sich für die nächsten Runde folgende Platzierungen:
- Achtelfinale: Platz 1 bis 24 für das Viertelfinale qualifiziert
- Viertelfinale: Platz 1 bis 12 für das Halbfinale qualifiziert
- Halbfinale: Platz 1 bis 8 für das Finale qualifiziert

## Ergebnisse
| Rang   | Athletin                   | Nation             | 1. Runde | 1. Runde | Achtelfinale | Achtelfinale | Viertelfinale | Viertelfinale | Halbfinale | Halbfinale | Finale |
| Rang   | Athletin                   | Nation             | Punkte   | Rang     | Punkte       | Rang         | Punkte        | Rang          | Punkte     | Rang       | Punkte |
| ------ | -------------------------- | ------------------ | -------- | -------- | ------------ | ------------ | ------------- | ------------- | ---------- | ---------- | ------ |
| Gold   | Kim Soo-nyung              | Südkorea           | 1331     | 1        | 331          | 2            | 337           | 1             | 340        | 1          | 344    |
| Silber | Wang Hee-kyung             | Südkorea           | 1298     | 2        | 320          | 5            | 330           | 2             | 332        | 2          | 332    |
| Bronze | Yun Young-sook             | Südkorea           | 1296     | 3        | 328          | 3            | 326           | 5             | 326        | 7          | 327    |
| 4      | Ljudmyla Arschannikowa     | Sowjetunion        | 1279     | 6        | 332          | 1            | 326           | 6             | 329        | 5          | 327    |
| 5      | Jenny Sjöwall              | Schweden           | 1294     | 4        | 305          | 16           | 327           | 4             | 330        | 3          | 325    |
| 6      | Claudia Kriz               | BR Deutschland     | 1250     | 17       | 311          | 11           | 322           | 8             | 326        | 8          | 318    |
| 7      | Joanne Franks              | Großbritannien     | 1281     | 5        | 301          | 18           | 327           | 3             | 330        | 4          | 318    |
| 8      | Tatjana Muntjan            | Sowjetunion        | 1272     | 7        | 319          | 6            | 316           | 12            | 328        | 6          | 314    |
| 9      | Nurfitriyana Saiman        | Indonesien         | 1258     | 12       | 314          | 9            | 324           | 7             | 325        | 9          | –      |
| 10     | Melanie Skillman           | Vereinigte Staaten | 1252     | 15       | 307          | 14           | 318           | 9             | 311        | 10         | –      |
| 11     | Ma Xiangjun                | China              | 1233     | 21       | 322          | 4            | 318           | 10            | 309        | 11         | –      |
| 12     | Lai Fang-mei               | Chinesisch Taipeh  | 1257     | 13       | 312          | 10           | 317           | 11            | 306        | 12         | –      |
| 13     | Liselotte Andersson        | Schweden           | 1257     | 14       | 317          | 7            | 315           | 13            | –          | –          | –      |
| 14     | Catherine Pellen           | Frankreich         | 1241     | 19       | 309          | 13           | 313           | 14            | –          | –          | –      |
| 15     | Liu Pi-yu                  | Chinesisch Taipeh  | 1266     | 10       | 306          | 15           | 310           | 15            | –          | –          | –      |
| 16     | Joanna Nowicka             | Polen              | 1252     | 16       | 304          | 17           | 303           | 16            | –          | –          | –      |
| 17     | Pauline Edwards            | Großbritannien     | 1232     | 23       | 311          | 12           | 301           | 17            | –          | –          | –      |
| 18     | Natalja Butusowa           | Sowjetunion        | 1267     | 8        | 314          | 8            | 300           | 18            | –          | –          | –      |
| 19     | Kusuma Wardhani            | Indonesien         | 1239     | 20       | 300          | 19           | –             | –             | –          | –          | –      |
| 20     | Päivi Aaltonen             | Finnland           | 1266     | 9        | 299          | 20           | –             | –             | –          | –          | –      |
| 21     | Denise Parker              | Vereinigte Staaten | 1263     | 11       | 298          | 21           | –             | –             | –          | –          | –      |
| 22     | Ma Shaorong                | China              | 1233     | 22       | 298          | 22           | –             | –             | –          | –          | –      |
| 23     | Jacqueline van Rozendaal   | Niederlande        | 1246     | 18       | 293          | 23           | –             | –             | –          | –          | –      |
| 24     | Suvdyn Tuul                | Mongolei           | 1231     | 24       | 290          | 24           | –             | –             | –          | –          | –      |
| 25     | Christa Öckl               | BR Deutschland     | 1230     | 25       | –            | –            | –             | –             | –          | –          | –      |
| 26     | Deborah Ochs               | Vereinigte Staaten | 1227     | 26       | –            | –            | –             | –             | –          | –          | –      |
| 27     | Chin Chiu-yueh             | Chinesisch Taipeh  | 1226     | 27       | –            | –            | –             | –             | –          | –          | –      |
| 28     | Nathalie Hibon             | Frankreich         | 1224     | 28       | –            | –            | –             | –             | –          | –          | –      |
| 29     | Aurora Bretón              | Mexiko             | 1224     | 29       | –            | –            | –             | –             | –          | –          | –      |
| 30     | Lilies Handayani           | Indonesien         | 1223     | 30       | –            | –            | –             | –             | –          | –          | –      |
| 31     | Toyoko Oku                 | Japan              | 1223     | 31       | –            | –            | –             | –             | –          | –          | –      |
| 32     | Doris Haas                 | BR Deutschland     | 1222     | 32       | –            | –            | –             | –             | –          | –          | –      |
| 33     | Beata Iwanek               | Polen              | 1222     | 33       | –            | –            | –             | –             | –          | –          | –      |
| 34     | Brenda Cuming              | Kanada             | 1217     | 34       | –            | –            | –             | –             | –          | –          | –      |
| 35     | Yao Yawen                  | China              | 1217     | 35       | –            | –            | –             | –             | –          | –          | –      |
| 36     | Ann Shurrock               | Neuseeland         | 1217     | 36       | –            | –            | –             | –             | –          | –          | –      |
| 37     | Ana de Sousa               | Portugal           | 1213     | 37       | –            | –            | –             | –             | –          | –          | –      |
| 38     | Pereira Greene             | Irland             | 1208     | 38       | –            | –            | –             | –             | –          | –          | –      |
| 39     | Vreny Burger               | Schweiz            | 1208     | 39       | –            | –            | –             | –             | –          | –          | –      |
| 40     | Joanna Helbin              | Polen              | 1207     | 40       | –            | –            | –             | –             | –          | –          | –      |
| 41     | Huriye Ekşi                | Türkei             | 1205     | 41       | –            | –            | –             | –             | –          | –          | –      |
| 42     | Elif Ekşi                  | Türkei             | 1204     | 42       | –            | –            | –             | –             | –          | –          | –      |
| 43     | Anita Smits                | Niederlande        | 1203     | 43       | –            | –            | –             | –             | –          | –          | –      |
| 44     | Sambuugiin Oyuuntsetseg    | Mongolei           | 1202     | 44       | –            | –            | –             | –             | –          | –          | –      |
| 45     | Nadia Gautschi             | Schweiz            | 1194     | 45       | –            | –            | –             | –             | –          | –          | –      |
| 46     | Dorjsembeegiin Erdenchimeg | Mongolei           | 1193     | 46       | –            | –            | –             | –             | –          | –          | –      |
| 47     | Marie-Josée Bazin          | Frankreich         | 1188     | 47       | –            | –            | –             | –             | –          | –          | –      |
| 48     | Ilse Martha Ries-Hotz      | Luxemburg          | 1187     | 48       | –            | –            | –             | –             | –          | –          | –      |
| 49     | Basilisa Ygnalaga          | Philippinen        | 1182     | 49       | –            | –            | –             | –             | –          | –          | –      |
| 50     | Selda Ünsal                | Türkei             | 1181     | 50       | –            | –            | –             | –             | –          | –          | –      |
| 51     | Cheryl Sutton              | Großbritannien     | 1179     | 51       | –            | –            | –             | –             | –          | –          | –      |
| 52     | Keiko Nakagomi             | Japan              | 1173     | 52       | –            | –            | –             | –             | –          | –          | –      |
| 53     | Kyoko Kitahara             | Japan              | 1171     | 53       | –            | –            | –             | –             | –          | –          | –      |
| 54     | Gloria Rosa                | Puerto Rico        | 1168     | 54       | –            | –            | –             | –             | –          | –          | –      |
| 55     | Jutta Poikolainen          | Finnland           | 1164     | 55       | –            | –            | –             | –             | –          | –          | –      |
| 56     | Minna Heinonen             | Finnland           | 1163     | 56       | –            | –            | –             | –             | –          | –          | –      |
| 57     | María Teresa Valdés        | Spanien            | 1125     | 57       | –            | –            | –             | –             | –          | –          | –      |
| 58     | Joanna Agius               | Malta              | 1121     | 58       | –            | –            | –             | –             | –          | –          | –      |
| 59     | Carina Jonsson             | Schweden           | 1111     | 59       | –            | –            | –             | –             | –          | –          | –      |
| 60     | Chan Siu Yuk               | Hongkong           | 1098     | 60       | –            | –            | –             | –             | –          | –          | –      |
| 61     | Iliana Biridakis           | Jordanien          | 1055     | 61       | –            | –            | –             | –             | –          | –          | –      |
| 62     | Merrellyn Tarr             | Simbabwe           | 1015     | 62       | –            | –            | –             | –             | –          | –          | –      |